# Vila Okányi-Schwartz
Fațada dinspre strada Eminescu este împărțită în trei registre. Beneficiind de o tratare monumentală a volumelor, clădirea lasă să se perceapă totuși apartenența la o societate urbană încă provincială, chiar dacă contextual socio-politic al inceputului de secol XX, acesta nu era mai puțin emancipat decât restul marilor orașe europene. Elementele cheie în “reorientarea” stilistică a imobilului o constituie detaliile arhitecturale exprimate pe fațada principală, specifice contextului geografic al locului, dar și alternanța volumelor principale de pe aceeasi fațadă.